# Cancelliere
Il titolo di cancelliere è utilizzato in vari ordinamenti per raffigurare un funzionario con attribuzioni diverse. L'ufficio al quale il cancelliere è preposto è detto cancelleria.

## Significati storici
Nell'Impero romano erano detti cancellieri (latino: cancellarii, sing. cancellarius) gli uscieri posti al cancellus, la barriera che separava il giudice in udienza dal pubblico. Il titolo si è poi diffuso nei paesi influenzati direttamente o indirettamente dalla cultura latina, assumendo peraltro significati molto diversi secondo le epoche, i luoghi e i contesti.
Nel Medioevo e in epoca successiva il cancelliere era il funzionario al quale era affidata la custodia del sigillo ufficiale di un sovrano, signore, vescovo, comune o di altre istituzioni e curava la redazione e il rilascio dei documenti ufficiali. Alla cancelleria erano addetti i notai (latino: notarii, sing. notarius), che si occupavano della verifica e datazione dei documenti ufficiali, e gli scribi (latino: scribae, sing. scriba), con l'incarico di ricopiare i medesimi. Potevano anche esserci più cancellieri, con a capo un gran cancelliere o arcicancelliere. I cancellieri dei sovrani e dei signori erano normalmente di estrazione ecclesiastica. In certi casi queste figure finirono per assumere un ruolo di maggior potere, fino a divenire la più alta carica dopo il sovrano.

### Sacro Romano Impero
Nel Sacro Romano Impero c'erano tre arcicancellieri, uno per i territori germanici, uno (istituito nel 962) per il Regnum Italicum e uno (istituito nel 1032) per il Regno dei Burgundi; gli uffici spettavano, rispettivamente, all'Arcivescovo di Magonza, all'Arcivescovo di Colonia (che lo esercitava per mezzo di delegati, trovandosi al di fuori del territorio italiano) e all'Arcivescovo di Treviri.
Durante il regno svevo il cancelliere supremo era denominato cancelliere aulico.
Con la bolla d'oro del 1356 fu confermata la tripartizione della cancelleria ma le funzioni furono concentrate nell'arcivescovo di Magonza, che era anche principe elettore dell'Impero. Nel 1803 il titolo di arcicancelliere passò al principe elettore laico di Magonza, per poi scomparire con la dissoluzione dell'Impero nel 1806.

### Repubblica di Venezia
Nella Repubblica di Venezia il cancellier grande  era preposto alla Cancelleria ducale, istituita nel 1268 e dal 1402 divisa in Cancelleria ducale propriamente detta, principale archivio degli atti dello Stato veneziano, e Cancelleria segreta, nella quale venivano conservati gli atti riservati. Il cancellier grande era eletto a vita dal Maggior Consiglio ed era la più alta carica alla quale potessero accedere i cittadini non patrizi, di cui si poteva considerare il capo, così come dei patrizi lo era il Doge.

### Regno di Sicilia
Nel regno di Sicilia già sotto i re normanni la Cancelleria si occupava nella corte della stesura dei documenti. Con Federico II era uno dei sette uffici del Regno, mantenuto sotto gli angioini (la cui cancelleria era raccolta in un archivio sopravvissuto fino al 1943).
Dagli aragonesi in poi il "gran cancelliere" era la sesta carica del Regno per importanza.

### Stato di Milano
Lo Stato di Milano ebbe un gran cancelliere dal 1535 al 1753. Scelto tra i nobili spagnoli o lombardi, ricopriva l'ufficio a vita ed era, dopo il governatore, la più alta carica dello stato. Controllava l'amministrazione e la giurisdizione, curando che ogni magistratura svolgesse le proprie funzioni senza ostacolare le altre e dirimendo gli eventuali conflitti tra le stesse. Presiedeva, inoltre, il Consiglio segreto, organo consultivo del governatore, e la giunta interinale, che faceva le veci del governatore tra la sua partenza o morte e l'arrivo del successore.
La figura del gran cancelliere è menzionata anche dal Manzoni nel suo celebre romanzo storico "I promessi sposi", con il nome di Antonio Ferrer.

### Chiesa cattolica
Nell'ambito della Curia Romana esisteva una Cancelleria apostolica, trasformata nel 1908 in Ufficio di spedizione della congregazione degli affari ecclesiastici straordinari e abolita nel 1973. Era retta da un cardinale che fino al 1908 era detto vice cancelliere (gli storici non sono concordi sul perché si usasse questo titolo e non quello, più ovvio, di cancelliere); dal 1908 assunse il titolo di cancelliere ma la carica perse molte delle attribuzioni e del potere di un tempo. Dal 1532 fino alla soppressione al vice cancelliere, poi cancelliere, spettò il titolo cardinalizio di san Lorenzo in Damaso. La sua residenza fu prima in via dei Banchi Vecchi poi, dal 1517, nel palazzo della Cancelleria.
L'ordinamento canonico prevede tuttora una cancelleria diocesana nell'ambito della curia diocesana. È retta dal cancelliere diocesano che può essere un presbitero, un diacono o, in alcuni casi, un laico.
Il titolo di gran cancelliere è, invece, in uso nelle università pontificie, come si dirà più oltre.

### Ordini cavallereschi
Negli ordini cavallereschi il gran cancelliere era un'alta carica, subordinata solo al gran maestro, e lo è tuttora nel Sovrano militare ordine di Malta, dove ha attribuzioni paragonabili a quelle di un ministro degli Interni e di un ministro degli Affari esteri.
La carica si è mantenuta anche negli attuali ordini, istituiti dagli stati per il conferimento di onorificenze, ma ha da solito un ruolo puramente cerimoniale.

### Russia
Nella Russia imperiale il cancelliere di stato era il rango civile di XIII grado.

## Significati contemporanei

### Capo del governo
Nei paesi di lingua tedesca il titolo di cancelliere equivale a quello di primo ministro. Era, infatti, capo del governo dell'Impero tedesco sorto nel 1871 e poi, a partire dal 1919, della Repubblica di Weimar il cancelliere del Reich (Reichskanzler). Il titolo fu assunto da Adolf Hitler nel 1933; dal 1934, dopo la morte di Paul von Hindenburg, assunse anche la carica di presidente e usò il titolo di Führer und Reichskanzler. Nel 1949, con la costituzione della Repubblica Federale Tedesca, al capo del governo fu attribuito il titolo di Cancelliere (Bundeskanzler), mentre la Repubblica Democratica Tedesca adottò fino al 1964 il titolo di presidente dei ministri (Ministerpräsident) ed in seguito quello di presidente del Consiglio dei ministri (Vorsitzender des Ministerrates).
Il titolo di cancelliere federale è attribuito anche al capo del governo austriaco dal 1918 (in precedenza, dal 1821 al 1918, durante l'Impero austriaco poi austro-ungarico, si usava il titolo di presidente dei ministri).
Il titolo di cancelliere non è invece utilizzato dai Land tedeschi ed austriaci per i loro capi del governo.

### Membro del governo
In alcuni ordinamenti contemporanei il cancelliere è un membro del governo con rango di ministro oppure subordinato a quello di ministro.
In vari stati dell'America Latina (Brasile, Cile, Perù ecc.) sono detti cancelliere e cancelleria rispettivamente il ministro corrispondente a quello che altrove prende il nome di ministro degli affari esteri e il suo dicastero. Peraltro, l'uso di denominare cancelleria il ministero degli affari esteri è molto diffuso nel gergo diplomatico e politico, anche laddove questa non è la denominazione ufficiale.
In Francia si usa denominare cancelliere il ministro della giustizia e cancelleria il suo ministero; si tratta, tuttavia, di denominazioni non ufficiali.
In Gran Bretagna il titolo viene utilizzato per designare alcuni membri del gabinetto:
- il lord cancelliere (Lord High Chancellor), in passato posto a capo del potere giudiziario (escluso quello della Scozia) e investito lui stesso di funzioni giudiziarie, ora ha un ruolo assimilabile a quello del ministro della giustizia in altri ordinamenti; fino al 2006 era anche presidente della Camera dei Lord;
- il cancelliere dello scacchiere (Chancellor of the Exchequer), con funzioni simili a quelle del ministro delle finanze o del tesoro in altri ordinamenti;
- il cancelliere del Ducato di Lancaster (Chancellor of the Duchy of Lancaster), formalmente incaricato dell'amministrazione di tale ducato è in realtà un ministro senza portafoglio.

### Alto funzionario dello stato
In Svizzera il cancelliere della Confederazione (Bundeskanzler in tedesco, Chancelier fédéral in francese), eletto per quattro anni dall'Assemblea federale, è il capo della Cancelleria federale, un ufficio di gabinetto (di "stato maggiore", secondo la dizione contenuta nella Costituzione svizzera) che supporta il Consiglio federale, alle cui riunioni il cancelliere partecipa con voto consultivo; è assistito da due vicecancellieri nominati dal Consiglio federale. Figure analoghe esistono anche a livello di stato federato, con diverse denominazioni (cancelliere dello stato, come nel Canton Ticino, scriba del consiglio o dello stato, direttore della cancelleria ecc.).
In alcuni ordinamenti (Svezia, Finlandia, Estonia) il cancelliere della giustizia è un alto funzionario, nominato dal governo (Svezia), dal capo dello stato (Finlandia) o dal parlamento su proposta del capo dello stato (Estonia), incaricato di assicurare la legalità dell'azione del potere esecutivo, fornendo consulenza giuridica al governo e vigilando sull'operato della pubblica amministrazione; può avere anche la competenza di esaminare i reclami dei cittadini contro l'operato degli uffici amministrativi e concedere i relativi indennizzi, nonché di curare la difesa dello stato in sede processuale.

### Capo di un'università
In Gran Bretagna e in altri paesi del Commonwealth britannico è detto cancelliere (chancellor) l'organo posto al vertice di un'università. Tuttavia, di solito, il ruolo attribuito al cancelliere è puramente onorifico e la direzione dell'università è di fatto attribuita ad un vicecancelliere (vice-chancellor) con eventualmente un procancelliere (pro-chancellor) che presiede, in luogo del cancelliere, l'organo collegiale di governo; in Scozia e Canada anche il vicecancelliere ha solitamente un ruolo puramente onorifico e la direzione dell'università è di fatto attribuita al principal o president. Si tratta di organi corrispondenti a quello che nella maggior parte degli altri paesi è denominato rettore.
Il gran cancelliere è la massima autorità nelle università pontificie, ma non si occupa concretamente delle questioni accademiche, demandate ad un rettore posto alle sue dipendenze. L'ufficio è generalmente attribuito al vescovo della diocesi in cui ha sede l'università o al presidente della conferenza episcopale locale; se l'università è stata istituita da una congregazione o da un ordine religioso, il gran cancelliere è il superiore generale del medesimo. Costoro generalmente delegano le funzioni ad un altro vescovo o ad un presbitero in qualità di vice-gran cancelliere.

### Altri significati
In alcuni paesi europei (Spagna, Portogallo, Italia ecc.) il cancelliere è un funzionario, non diplomatico, che svolge compiti amministrativi nelle missioni diplomatiche e nei posti consolari.
In Italia il cancelliere è un organo ausiliario del giudice, il cui compito principale è documentarne gli atti. La figura corrispondente prende il nome di greffier nei paesi francofoni, di court clerk in quelli anglosassoni e di secretario judicial (o semplicemente secretario) in quelli di lingua spagnola.
Nella Germania nazista, a partire dal 1941, fu denominata Cancelleria del Partito (Parteikanzlei) la segreteria del Partito nazista (NSDAP); Capo della Cancelleria del Partito era Martin Bormann.